# Survilliers
Survilliers é uma comuna francesa na região administrativa da Ilha de França, no departamento do Vale do Oise. Estende-se por uma área de 5.38 km². Em 2010 a comuna tinha 4 223 habitantes (densidade: 784,9 hab./km²).